# 圣老楞佐区

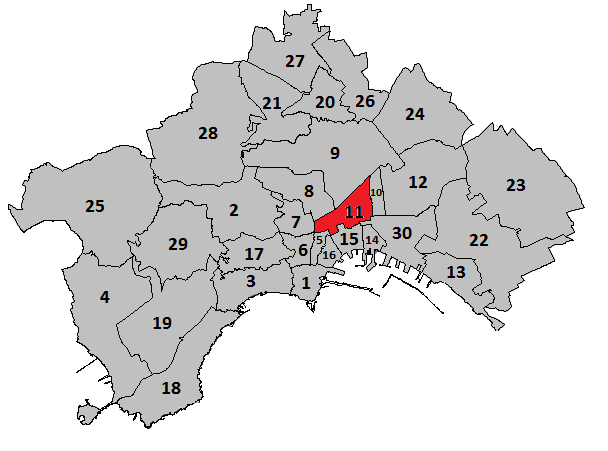
圣老楞佐区在那不勒斯的位置

圣老楞佐区（San Lorenzo）是意大利那不勒斯的一个区，位于古代希腊-罗马城市的地理中心，圣额我略阿尔梅诺街（Via San Gregorio Armeno）和法庭街（Via dei Tribunali）的交叉点。该区面积1.42平方公里，人口49275人，人口密度每平方公里34701人，是那不勒斯和全意大利人口密度最大的街区。
它还包括该市历史中心的最东部，包括圣若望堂（San Giovanni a Carbonara）、圣若望街以及法庭街的东段，旧名维卡瑞亚街（via della Vicaria），因为西班牙统治时期的主要法庭 Vicaria ，今天的 Palazzo Ricca 在这条街的东端。
该区坐落在考古遗址之上，其中一部分可以在大圣老楞佐堂（San Lorenzo Maggiore）下面参观。  